# Wilhelm Thedwig von Oertzen

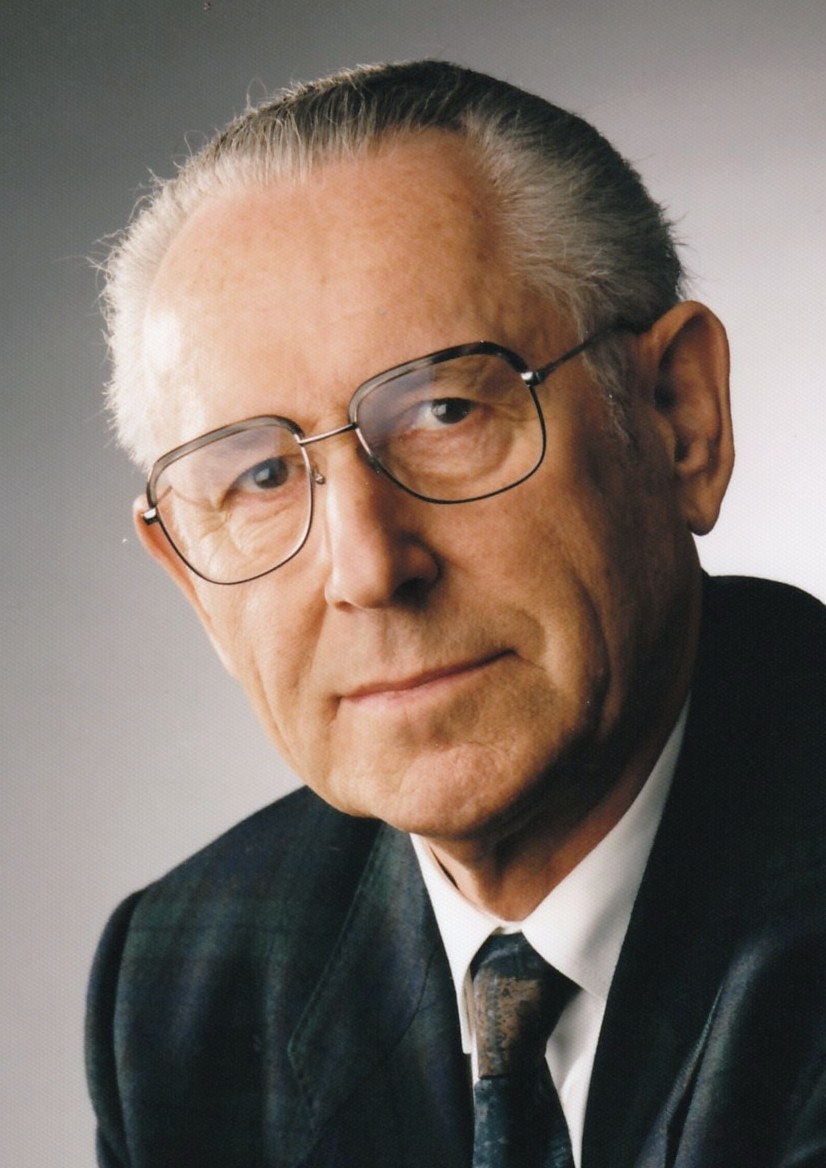
Wilhelm Thedwig von Oertzen (1993)

Wilhelm Thedwig Otto Helmuth Georg von Oertzen (* 26. Februar 1921 in Lübbersdorf; † 13. Mai 2011 in Hamburg) war ein deutscher Agrarjournalist, Familienforscher und anerkannter Historiker, der die vielfältige Verwobenheit seiner Familie in die komplexe mecklenburgisch-deutsche Geschichte akribisch recherchierte, wertvolle neue Erkenntnisse zur Orts-, Guts-, Kirchen-, Militär- und Sozialgeschichte fand, als Autor mit bereits bekannten Fachartikeln zusammenfasste und als Herausgeber in den Oertzen-Blättern der Öffentlichkeit zugänglich machte.

## Leben

### Familie
Wilhelm Thedwig von Oertzen war der älteste Sohn des Oberstleutnants der Reserve und Gutsbesitzers auf Lübbersdorf und Cosa, Wilhelm von Oertzen (1890–1981), und der Generalmajorstochter Waltraut, geb. Wobring (1893–1976).
Oertzen heiratete am 12. März 1943 in Cosa Elisabeth von Stosch (* 8. Oktober 1922 in Kiel), Tochter des Vizeadmirals a. D. Hans von Stosch und der Susanne Eisleben. Aus seiner Ehe stammen die Töchter Anna Luise (* 1946 in Salzwedel) und Elisabeth Margaretha (Margret) (* 1949 in Rostock).

### Kindheit

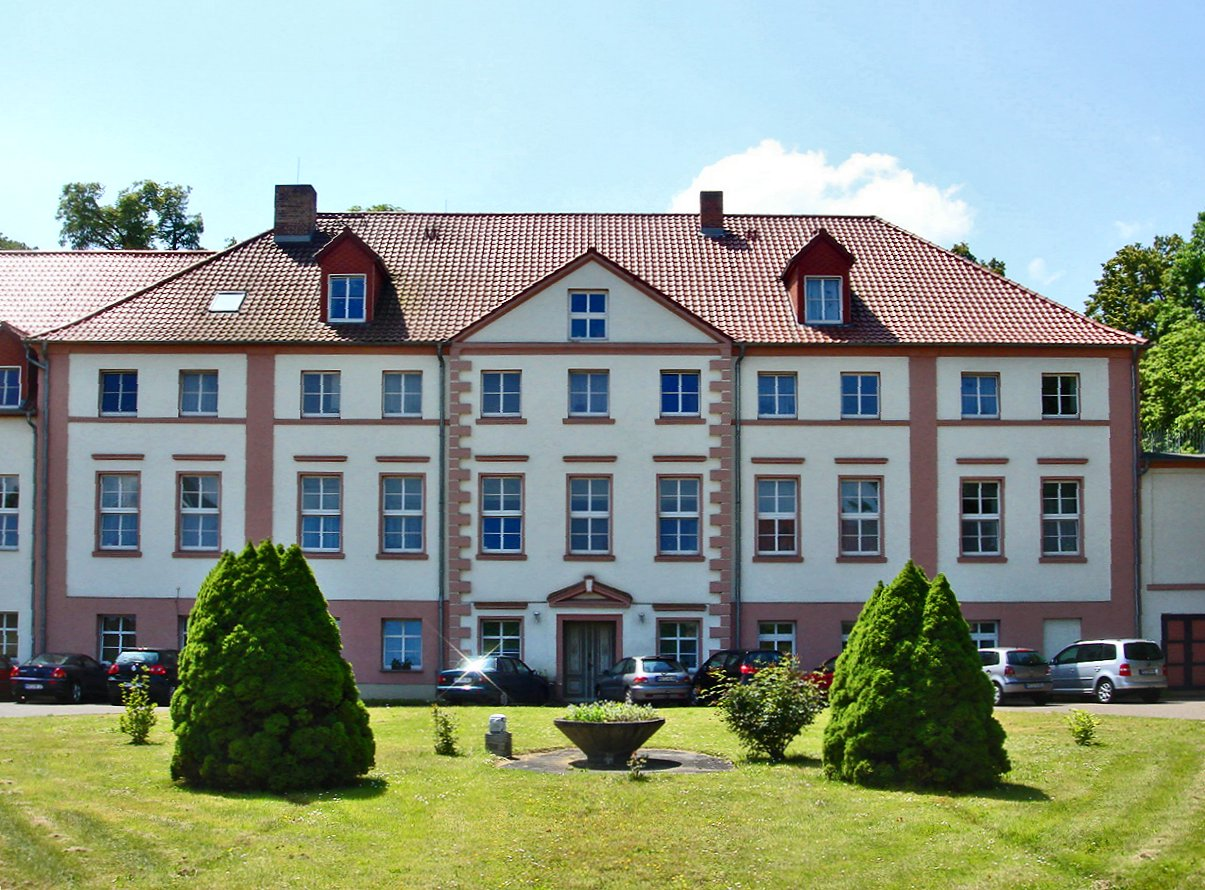
Gutshaus in Lübbersdorf

Oertzen verbrachte seine Jugend in konservativer Geborgenheit auf dem Gut Lübbersdorf (1450 ha) bei Friedland in Mecklenburg-Strelitz, das sein Vater überschuldet übernommen hatte und in achter Generation in Folge bewirtschaftete. Die sonntäglichen Kirchgänge führten vom großen Herrenhaus von 1800, die Dorfstraße überquerend an der Gutsschmiede vorbei in die evangelische Dorfkirche Lübbersdorf mit dem wappengeschmückten Patronatsstuhl, der Erinnerungstafel an den Krieg 1871 und dem berühmten Altar mit dem Einhorn.
1927 musste der Vater das Gut Lübbersdorf (5800 Morgen) an die Pommersche Landbaugesellschaft und das Herrenhaus an das Rote Kreuz verkaufen, das Geburtshaus wurde verlassen und die Familie zog auf ihr zweites Gut im nahegelegenen Cosa (1500 Morgen).

### Ausbildung
Er besuchte bis März 1931 die Volksschule und Ostern 1931 bis Ostern 1934 das Gymnasium in Friedland als Fahrschüler, dann als Internatsschüler die Schulgemeinde Marienau in der Lüneburger Heide und anschließend als Pensionsschüler die Oberrealschule in Rosenheim in Oberbayern. Zum Schluss war er im Internat in Hohenlychen, Provinz von Brandenburg, das er am 27. August 1939 mit Reifevermerk gemäß Erlass des Reichsministers vom 15. August 1942 mit Notabitur verließ.
Vom 1. September 1939 bis 4. Februar 1941 war er in der Landwirtschaft auf dem elterlichen Betrieb in Cosa (1460 Morgen) unter dem Güterverwalter Adolf Burmeister tätig.  Nach Kriegsausbruch und Einberufung des Vaters hatte die Kreisbauernschaft Neubrandenburg Burmeister, der bereits die Güter Brohm, Rattey und Charlottenhof verwaltete, als landwirtschaftlichen Leiter und Treuhänder auch von Cosa bestellt.

### Wehrmacht
Oertzen wurde im Februar 1941 zur Wehrmacht einberufen und zum Inf. Panzerjäger beim Ers.Btl.IR 48 in Neustrelitz ausgebildet. Sein erstes Kommando führte ihn kurz nach Mittelfrankreich. Von hier wurde er zur Fronttruppe nach Russland in den Nordabschnitt in die Oblast Nowgorod südöstlich des Ilmensee versetzt. Er nahm, wie sein Vater, an der Kesselschlacht von Demjansk, mit am 8. Januar 1942 beginnender Einkesselung des Truppenteils durch die Russen teil. 1942 wurde er zur Teilnahme an der Kriegsschule in Posen ausgeflogen. Dort wurde er zum Leutnant der Reserve befördert. Im März 1943 feierte er Kriegshochzeit in Uniform mit Stahlhelm in Brohm. Danach übernahm er verschiedene Kommandos als Ausbildungsoffizier. Mit seiner letzten Ausbildungseinheit in Graudenz an der Weichsel nahm Oertzen ab 1944 wiederum am unmittelbaren Kriegsgeschehen teil. Im Februar 1945 wurde er bei Rückzugsgefechten in der Tuchler Heide schwer verwundet. Nach einem abenteuerlichen Weg durch verschiedene Lazarette, immer auf der Flucht vor heranrückenden feindlichen Truppen, landete er im April 1945 in einem Reservelazarett in Friedland i.M. Beim Herannahen der Russen wurde er vom Lazarett am 27. April 1945 zum Heimatort Cosa bei Friedland entlassen.
Er fand dort, bis auf seinen Vater, inzwischen zur Verteidigung der Insel Usedom eingesetzt, seine ganze Familie und zahlreiche Flüchtlinge aus Ostpreußen vor. Trotz Treckverbots seitens der Partei wurde am 28. April 1945 ein Treckversuch mit zehn Wagen unternommen, der schon im nahen Dorf Brohm durch einen sowjetischen Tieffliegerangriff scheiterte. Am 28. April 1945 überrollte die Rote Armee Dorf und Gut. „Die Tage danach entziehen sich mit all ihren Schrecken und Gräul der Schilderung.“

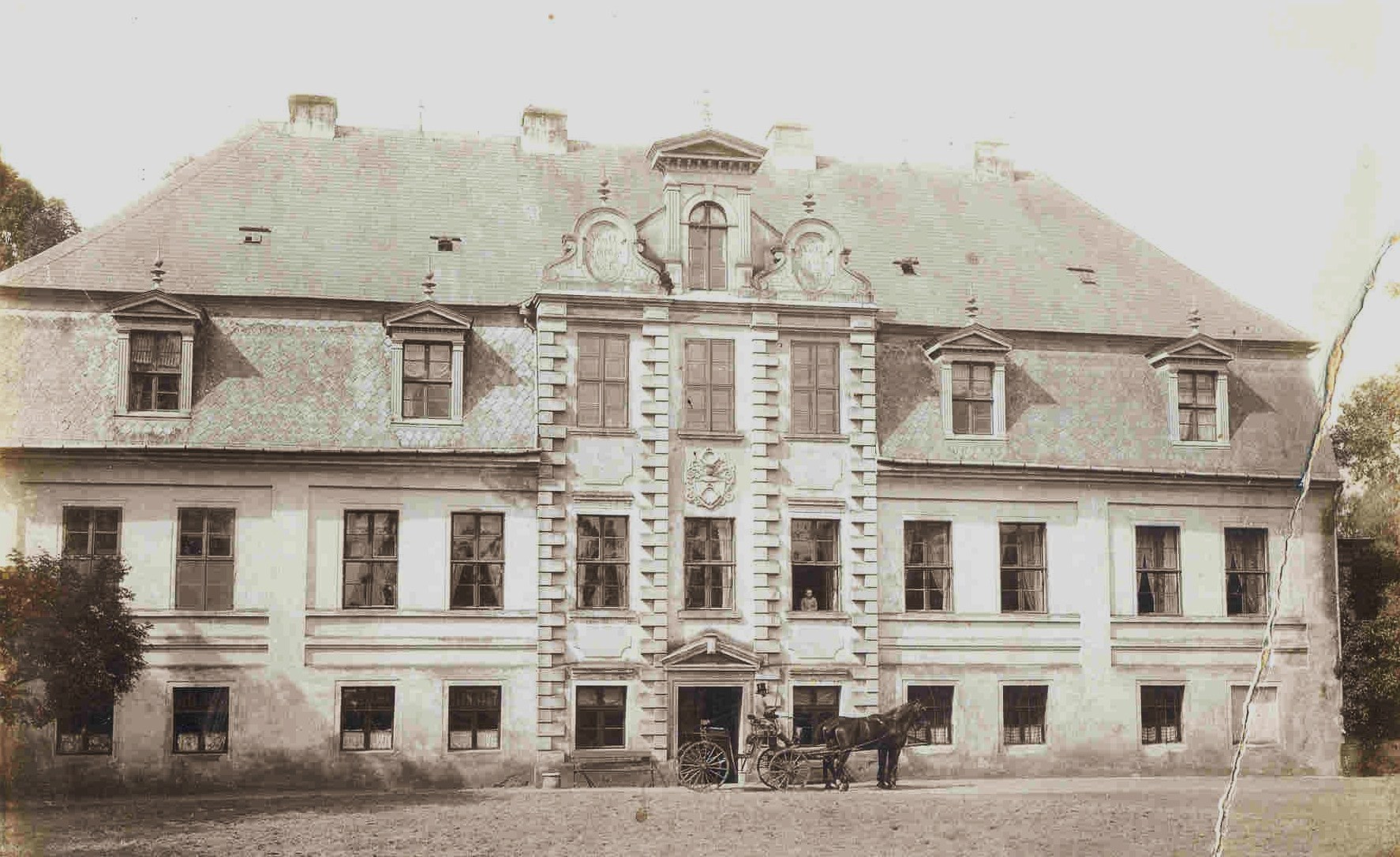
Herrenhaus Lübbersdorf (1880)
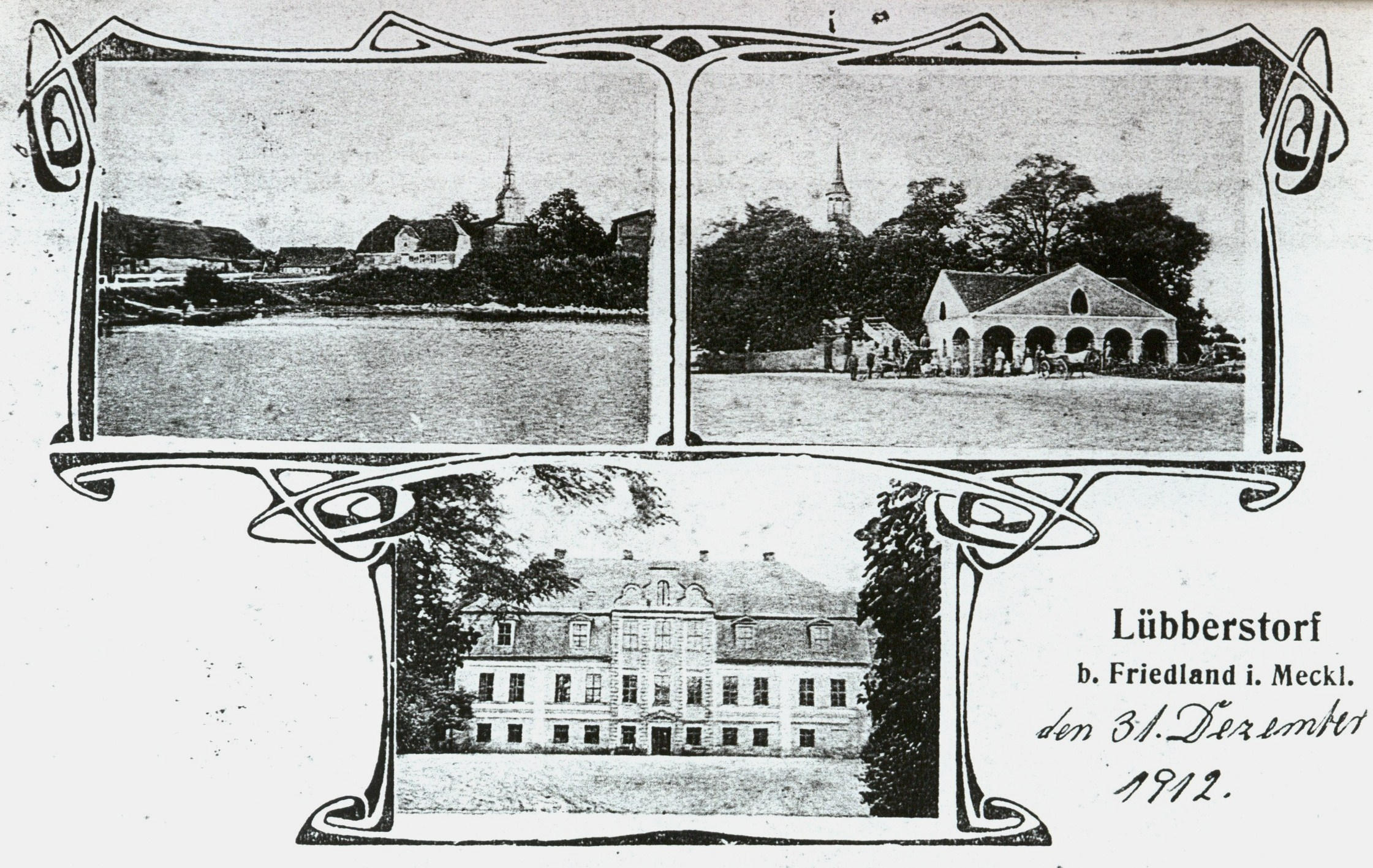
Postkarte aus Lübbersdorf (1912)
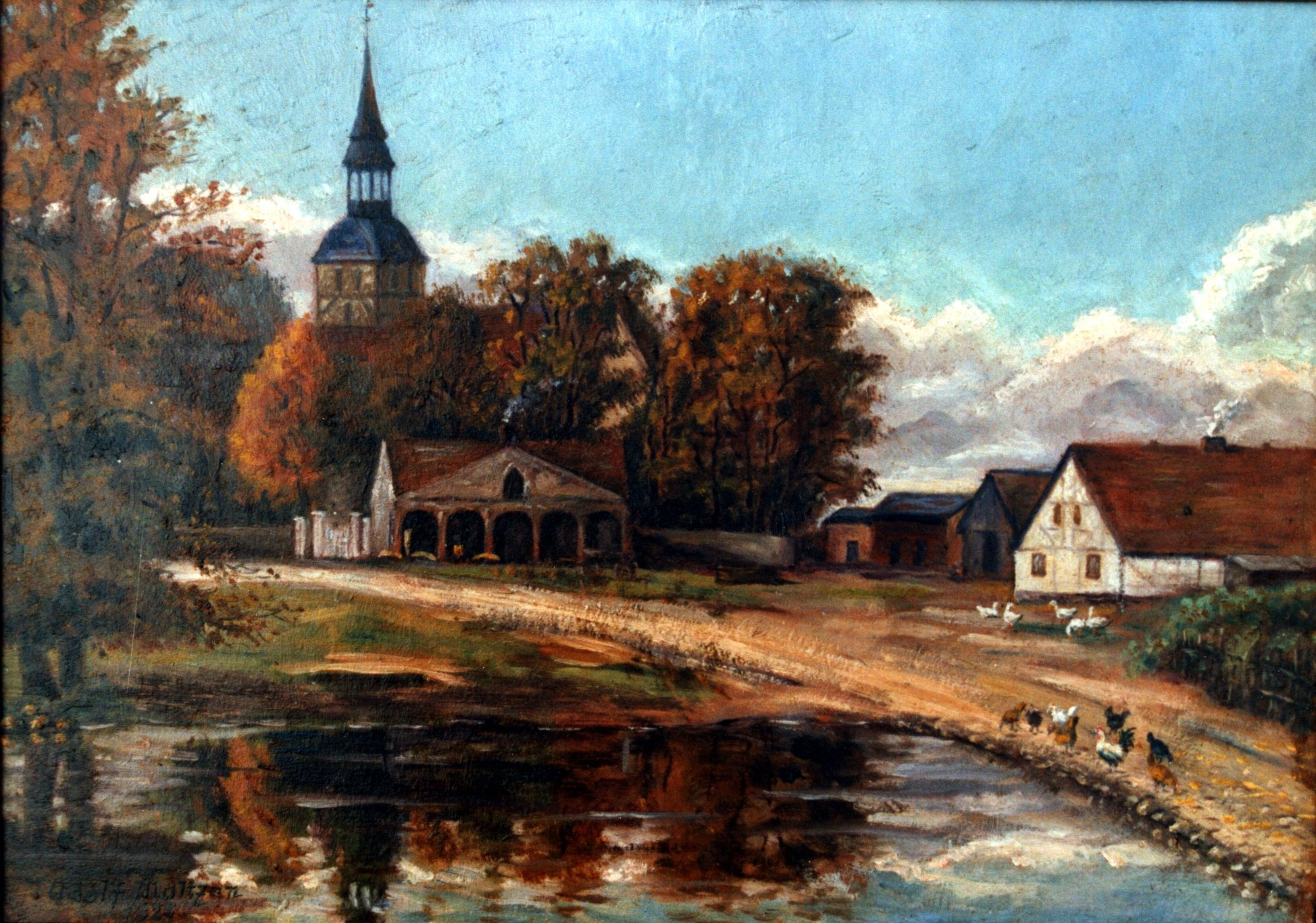
Schmiede und Dorfkirche in Lübbersdorf (1927)
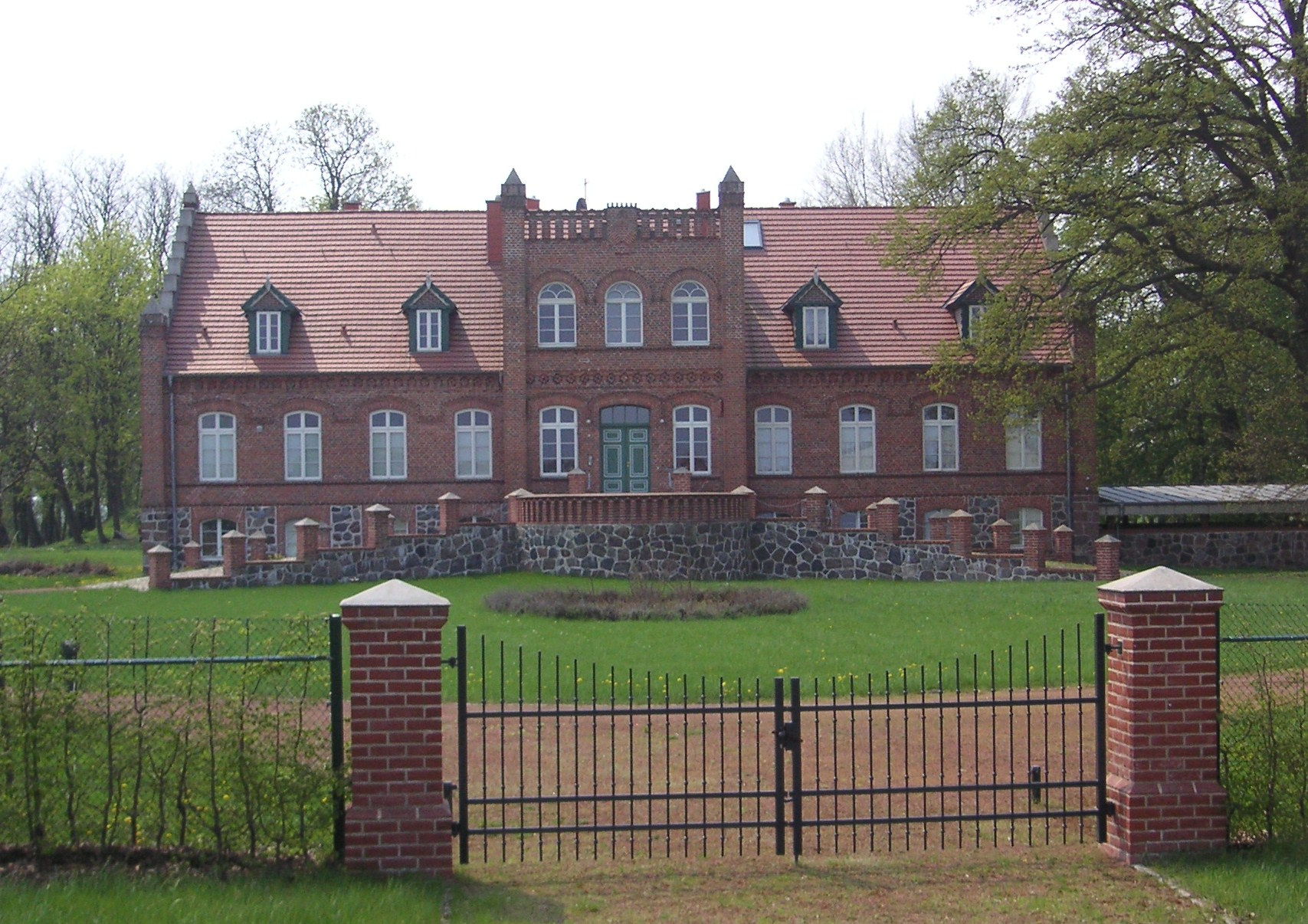
Herrenhaus in Cosa (2006)

### Nachkriegszeit in der DDR
Am 6. Oktober 1945 erfolgte die Enteignung des elterlichen Betriebes Cosa im Zuge der Bodenreform und Ausweisung der Familie mit der Maßgabe, sich mit dem neuen Wohnsitz mindestens 20 km vom alten entfernt zu halten.
Nach vorübergehender Trennung von seiner Frau begann er in Rostock einen Neuanfang. Zunächst arbeitete er als Angestellter einer landwirtschaftlichen Versicherungsgesellschaft (Hagel- und Tierlebensversicherungen), bis die Universität Rostock die landwirtschaftliche Fakultät wiedereröffnen durfte. Dort absolvierte er von 1946 bis 1949 ein Landwirtschaftsstudium mit Abschluss als Diplomlandwirt. Die Deutsche Wirtschaftskommission für die sowjetische Besatzungszone, Hauptverwaltung Land- und Forstwirtschaft, stellte ihn mit Wirkung vom 1. September 1949 für DM 446,-- brutto als wissenschaftlichen Assistenten für die Zentralforschungsanstalt für Tierzucht in Dummerstorf ein, einer Gründung von 1939 des Kaiser-Wilhelm-Institut für Tierzuchtforschung Rostock (Direktor Gerhard Gustav Adolf Frölich). Haring von der Zentralforschungsanstalt für Tierzucht in Dummerstorf löste das Dienstverhältnis am 15. November mit Ablauf des Monats Dezember und bescheinigte mit Schreiben vom gleichen Tage seine volle Zufriedenheit und bedauerte es daher, dass ihn verschiedenen Gründe dazu zwängen.

### Flucht und Neuanfang im Westen
Als ihm im November 1949 gesteckt wurde, er stünde auf der Verhaftungsliste für den nächsten Morgen, sicherte er sofort seine Habe, nahm mit seiner Familie von Rostock den Nachtzug nach Ost-Berlin und flüchtete über die grüne Grenze nach West-Berlin. Nach kurzem Zwischenaufenthalt in Berlin wurden sie Anfang 1950 nach Schleswig-Holstein ausgeflogen, wo er die Zuzugsgenehmigung für Neudorf erhielt. Zunächst fand er eine Anstellung bei Notstandsarbeiten im Straßenbau, Hohwacht Lütjenburg, dann Ende 1950 beim Land- und Hauswirtschaftlichen Auswertungs- und Informationsdienst e.V, (AID) in Frankfurt am Main. Diese Dienststelle des Bundesministeriums für Landwirtschaft wurde 1953 nach Bad Godesberg verlegt und er zog mit seiner Familie ins Rheinland.
1957 übernahm er die Geschäftsführung des Vereins für Verbraucheraufklärung und Ernährungsberatung e.V. in Bonn. 1960 wurde er Redakteur für Ernährung, Landwirtschaft und Forsten beim Fernsehen. Zuerst bei der Freies Fernsehen GmbH in Frankfurt am Main, später beim ZDF in Mainz. 1963 wurde er Referent für Presse- und Öffentlichkeitsarbeit der Arbeitsgemeinschaft für Landwirtschaftliches Bauwesen in Frankfurt am Main. Von 1965 bis 1969 musste er sich längeren Krankenhausaufenthalten als Folge der sich verschlechternden Kriegsverwundung unterziehen. Danach schied er aus dem aktiven Berufsleben aus, war jedoch weiter als freiberuflicher Agrarjournalist tätig.

### Wiedervereinigung 1989
Die an die Wiedervereinigung geknüpfte Erwartung auf Rückgabe der enteigneten väterlichen Betriebe erfüllte sich nicht. Erfolgreich betrieb der letzte in Lübbersdorf geborene Oertzen die Rückgabe einer ihm und seiner Frau über eine Erbschaft 1994 zugefallenen Kleinsiedlung in seinem Geburtsort. Es war ihm eine Herzensangelegenheit, dieses Stückchen Heimat bis zu seinem Tode zu pflegen.

### Eigentliche Berufung
Oertzen betrieb seit 1946 umfangreiche genealogische und heraldische Studien. Er befasste sich mit bürgerlichen, geadelten und adligen Familien. Ein besonderes Augenmerk galt den Hugenotten.
Im Rahmen der von 1959 bis 1995 ausgeübten Aufgabe des Schriftführers im Familienverband derer von Oertzen oblag ihm die Überarbeitung der letztmals im Gotha A 1941 veröffentlichten Stammfolgen der Familie. Er sorgte für vier Nachkriegsveröffentlichungen mit Sonderausdrucken.
- GHdA Band 24 (Adlige Häuser A, Band V) 1960,
- GHdA Band 45 (Adlige Häuser A, Band X) 1969,
- GHdA Band 76 (Adlige Häuser A, Band XVI) 1981,
- GHdA Band 103 (Adlige Häuser A, Band XXII) 1992

Von 1970 bis 2007 übernahm er die Herausgabe der familieneigenen genealogischen Zeitschrift „Oertzen=Blätter“. Er übte diese Tätigkeit 37 Jahre aus, in denen er 74 Ausgaben herausgab. Oertzen wurde Mitglied des 1984 als Arbeitsgemeinschaft wieder begründeten „Vereins für mecklenburgische Geschichte und Altertumskunde“.

## Werke
- Lübbersdorfer Kirche in Not. In: Oertzen-Blätter, Jg. 50 (2007), 74, S. 68.
- Erwähnung des Namens v. Oertzen in Briefen an Goethe.  In: Oertzen-Blätter, Jg. 50 (2007), 74, S. 76.
- Kloster Malchow, nunmehr in der Obhut der „Deutschen Stiftung Denkmalschutz“! In: Oertzen-Blätter, Jg. 50 (2007), 74, S. 65–67.
- Mecklenburgische Geschlechter als Teilnehmer am Konzil in Konstanz. In: Oertzen-Blätter, 14. Jg. Nr. 2 (1971) S. 2–4.
- Das fortschrittliche Denkmalschutzgesetz wurde bereits vor über 100 Jahren erlassen! In: Oertzen-Blätter, Jg. 50 (2007), 74, S. 62–64.
- Bäbelitz. In: Oertzen-Blätter, Bd. 49 (2006), 73, S. 50–51.
- Der „Landesgrundgesetzliche Erbvergleich“ in Mecklenburg von 1755 ein familiengeschichtliches Dokument! In: Oertzen-Blätter, Bd. 49 (2006), 73, S. 41–44.
- Wie aus einem heidnischen Opferstein ein „Brohmer Ei“ wurde. In: Oertzen-Blätter, Jg. 49 /2006, 72, S. 32–33
- Zur Geschichte des Gutshauses Rothen : nach einer Chronik von Christian v. Lehsten. In: Oertzen-Blätter,  Jg. 49/2006, 72, S. 21–25.
- Neues über die Tätigkeit des Generalkonsuls Gustav v. Oertzen Kittendorf in Neuguinea. In: Oertzen-Blätter, Jg. 48 (2005), 71, S. 10–11.
- Wer war der Deutsche Generalkonsul um 1901 in China, der über den Boxeraufstand berichtete? In: Oertzen-Blätter, 48. Jg. (2005), 71, S. 9.
- Die Johanniter in Mecklenburg. In: Oertzen Blätter Nr. 25/1982,
- Erinnerungen an das Mecklenburgische Grenadierregiment Nr. 89. In: Oertzen-Blätter  17. Jg. Mai 1974, Nr. 8
- Spätes Gedenken an Olga v. Oertzen. In: Oertzen-Blätter, Jg. 48 (2005), 71, S. 4–5.
- Restaurierung des Klosters Dobbertin macht gute Fortschritte! In: Oertzen-Blätter, Jg. 48 (2005), 70, S. 181–187.
- Die Ahnentafel des Victor Sigismund von Oertzen in der Kirche von Klockow. In: Oertzen-Blätter,   40. Jg, Nov. 1997 Nr. 55), 76.
- Landrat von Oertzen Hof in Schwerin.Schleswigholstein Haus.
- Carl von Oertzen Brunn ist Mitbegründer des Neubrandenburger Museumsvereins. In: Oertzen-Blätter, Jg. 44, November 2001, Nr. 63, S. 52.
- Altes Monatsmerkbuch der Familie v. Oertzen Lübbersdorf entdeckt (mit Ansichten von Herrenhaus Lübbersdorf, Kirche, Moltzow, Brohm, Kirche Salow). In: Oertzen-Blätter, 30. Jg., November 1987, Nr. 35, 88–91.
- Doberan. Entwicklung einer Zistercienserabtei zum ersten Seebad und Rennplatz Deutschlands. In: Oertzen-Blätter 16. Jg. Mai 1973 Nr. 6
- Leben und Wirken des Mecklenburg-Strelitzer Staatsministers August v.Oertzen Kotelow. In: Oertzen-Blätter, 33. Jg. Mai 1990, S. 181–187.
- Johann Heinrich Voß und die Oertzens auf Ankershagen. In: Oertzen Blätter, 19 Jg November 1976, Nr. 13
- In Memoriam des Bildhauers Roland von Oertzen. In: Oertzen-Blätter Nr. 29 / 1984
- Heinrich v. Oertzen a.d.H Kotelow-Lübbersdorf, gefallen in der Völkerschlacht bei Leipzig, am 18. Oktober 1813. Ein Lebensbild nach seinen Briefen.  In: Oertzen-Blätter, 29. Jg. November 1986, Nr. 33
- Ein Besuch in Gudow.  In: Oertzen-Blätter, 29. Jg. November 1986, Nr. 33, S. 50–53.
- Oertzensche Vorfahren von Klaus von Amsberg. In: Oertzen-Blätter, 15 Jg. Mai 1972 Nr. 4
- Die Ahnen und Enkel der Adelheid v. Oertzen, geb. v. Fabrice (1774–1842). In: Oertzen-Blätter, 30. Jg., Mai 1987, Nr. 34, S. ?
- Der Captain von Oertzen war ein Tunichtgut! In: Oertzen-Blätter, 31. Jg. Mai 1988, Nr. 36, S. 108–111.
- Jasper von Oertzen gründete vor 75 Jahren den CVJM (Christlicher Verein Junger Männer) in Hamburg. In: Oertzen-Blätter, 19 Jg. Mai 1976, Nr. 12
- Wie Klockow an die Oertzensche Familie kam, und andere Merkwürdigkeiten. In: Oertzen-Blätter, 33. Jg. Mai 1990, S. 187–189.
- Über die Entstehung der fünf Fideikommisse Lübbersdorf mit Cosa, Salow, Barsdorf, Remlin und Brigow. In: Oertzen-Blätter 17. Jg. November 1974, Nr. 9.
- Der Grundbesitz unserer Familie im Jahre 1864. (30 Güter mit Besitzzeiten) In: Oertzen-Blätter 24. Jg. November 1981 Nr. 23, S. 38.
- Was wurde aus unseren Gütern? Dreißig Jahre kommunistische Bodenreform in der DDR. (Mit Güterübersicht vom 14. Jh. bis 1945). In: Oertzen-Blätter 22. Jg. November 1979 Nr. 19.
- Ehemals Oertzensche Güter nach alten Ansichtskarten. In: Oertzen-Blätter, Sonderheft zum 100. Familientag 1991. Bei den einzelnen Herrenhäusern finden sich neben einem Kurzprofil Hinweise, wo weiterführende Informationen in den Oertzen-Blättern zu finden sind.

| Alt-Vorwerk, Amt Gnoien i.M.,( Nr. 15/1977)                        | Liessow, Amt Schwerin i.M. ( Nr. 4/1972)                      |
| Barsdorf, Amt Fürstenberg in M,-Strelitz, ( Nr. 6/1973)            | Lübbersdorf, Amt Friedland in M.-Strelitz, ( Nr. 1/1970)      |
| Blumenow, Amt Fürstenberg i. Mecklenburg.-Strelitz, (Nr. 19/1979); | Miekenhagen, Amt Bukow i.Mecklenburg, ( Nr. 29/1984)          |
| Briggow, Amt Stavenhagen in M.-Strelitz, (Nr. 07/1973)             | Pamitz, Kreis Anklam in Vorpommern, ( Nr. 17/1978             |
| Brohm, Amt Friedland in M.-Strelitz, ( Nr. 3/1971)                 | Pempowo, Kreis Gostyn, Provinz Posen, (Nr. 21/1980)           |
| Cosa, Amt Friedland in Mecklenburg-Strelitz, ( Nr. 23/1981)        | Rattey, Amt Friedland in Mecklenburg-Strelitz, ( Nr. 25/1983) |
| Groß Flotow, Amt Waren i. M., ( Nr. 4/1972)                        | Repnitz, Amt Gnoin i. M., ( Nr. 16/1978)                      |
| Helpt, i, M.Strelitz (Nr. 27 1983)                                 | Roggow, Amt Bukow i.M., (Nr. 24./1982)                        |
| Horno, Nr. 12 1976                                                 | Rothen, Amt Sternberg i.M., ( Nr. 4/1972), (Nr. 72/2006)      |
| Kittendorf, Amt Malchin i.M. ( Nr. 22/1981)                        |                                                               |
| Kotelow, Amt Friedland in Mecklenburg-Strelitz, ( Nr. 2/1971)      | Salow, Amt Friedland in Mecklenburg-Strelitz, ( Nr. 5/1972)   |
| Leppin, Amt Stargard in Mecklenburg Strelitz, ( Nr. 20/1980)       | Tessin, Amt Crivitz i.M., ( Nr. 4/1972)                       |